# Badula reticulata
Espèce
Statut de conservation UICN

 CR : 
En danger critique
Badula reticulata est une plante endémique de l'île Maurice de la famille des Primulacées et du genre badula qui a été étudiée par Alphonse de Candolle. C'est aujourd'hui une espèce gravement menacée. Un individu a été observé à Montagne Cocotte, cinq dans la région de Triolet et quelques-uns près de Savanne. Des actions ont été menées récemment pour en préserver dans la réserve naturelle de Savanne. Elle se plaît dans les forêts pluvieuses.

## Sources
- (en) IPNI : Badula reticulata
- (en) UICN : espèce Badula reticulata A.DC. (consulté le 14 mai 2015)
- (en) Page, W. 1998.  Badula reticulata. A.DC.
- (en) Liste rouge (2006) des espèces menacées.